# Margao
Margao (en concanais : मडगांव (maḍgāṁv) ou Moddganv ; en portugais : Margão) est une ville de l'Inde, située dans l'État de Goa, chef-lieu du district de Goa Sud.

## Économie
Margao est la première ville commerciale et culturelle de l'État de Goa, et sa deuxième ville la plus peuplée.

## Patrimoine
- L'église du Saint-Esprit, de style baroque colonial portugais fut construite en 1675.